# Râul Padina, Râul Satului
Râul Padina este un curs de apă, afluent al râului Satului. 